# Пешеходное кольцо в Саратове
Пешеходное кольцо в Саратове — одна из самых длинных на сегодняшний день пешеходных зон в Европе. Его протяженность составляет 8 километров. Кольцо проходит по набережной — ул. Волжской — проспекту Столыпина — площади Кирова — ул. Рахова — ул. 2-й Садовой-Новой набережной. С инициативой создания такой пешеходной зоны выступили жители города.

## История
В 2016 году жители Саратова выступили с идеей создания пешеходного кольца. Председатель Государственной Думы Вячеслав Володин поддержал инициативу горожан, и проект стартовал в августе 2016 года.
Пешеходное кольцо включает в себя следующие улицы:

Пётр Великий на фоне Музейной площади

- Музейная площадь (отсюда начался Саратов);
- Набережная Космонавтов (по верхнему ярусу до улицы Октябрьской);
- Ул. Октябрьская (от набережной до ул. Волжская);
- ул. Волжская;
- Проспект Столыпина
- Площадь Кирова;
- Улица Вавилова Н. И. (от пл. Кирова до ул. Рахова);
- Бульвар по ул. Рахова (от ул. Вавилова до ул. 2я Садовая);
- Сквер борцам революции 1905 года;
- Парк культуры и отдыха им. Горького;
- Ул. 2я Садовая (от ул. Рахова до набережной);
- Участок перспективной набережной от ул. Большой Садовой до 5-го Волжского проезда;
- От 5-го Волжского проезда до входа в Парк культуры и отдыха им. Горького со стороны ул. Чернышевского;
- Участок новой набережной от Бабушкина взвоза до улицы Большая Садовая (1-3 очереди строительства берегоукрепительных сооружений);
- Набережная Космонавтов

Список улиц приведён в географическом порядке, близком к порядку развития идеи Пешеходного кольца.

## Этапы реализации
Реконструкцию улицы Волжской провели в 2016 году в рамках благотворительного проекта Вячеслава Володина. Именно тогда она стала пешеходной. С Волжской и началась история создания восьмикилометрового пешеходного кольца в Саратове.
В рамках строительства и благоустройства пешеходной зоны была выполнена реконструкция фонтана «Каскад», устроено новое плиточное покрытие и велодорожки, высажены деревья. Церемония открытия состоялась 4 ноября 2016 года.
В ноябре 2016 года состоялась торжественная церемония открытия обновленного сквера Борцам революции 1905 года. В сквере были отремонтированы пешеходные дорожки, обустроены ограждения, установлено 37 скамеек, детская и спортивная площадки. Освещение сквера также было восстановлено в полном объеме.
В результате реконструкции сквер был соединен воедино с бульваром по 2-й Садовой улице, с восточной стороны он расширился за счет сноса нескольких ветхих зданий. Площадь сквера была увеличена и составила три гектара.
Следующим этапом стала реконструкция улицы Рахова. Установлены детские площадки, скамейки, уличные фонари, столы для игры в шахматы и настольный теннис, организованы специальные места для выгула собак и велосипедные дорожки. Реконструкция завершилась в начале ноября 2017 года.
Работы по благоустройству Рахова были продолжены в 2021 году на участке от ул. Вавилова до ул. Кутякова.
В 2019 году были проведены работы по реконструкции проспекта Кирова. В рамках проекта были заменены подземные коммуникации. На первом квартале от ул. Радищева до ул. Горького, между ул. Радищева и ул. Вольской, а также между ул. Вольской и ул. Чапаева заменено плиточное покрытие, размещены ливневки и борта.
Летом 2020 года после реконструкции был запущен светомузыкальный фонтан «Мелодия». Проведены работы по устранению дефектов и повреждений основных строительных конструкций фонтана. Заменены системы водоснабжения, водоотведения и электроснабжения. Технологически фонтан теперь имеет сложную композицию водяных струй и технические средства для управления их высотой, синхронизированной с изменением звука и света.
В декабре 2020 года на проспекте Кирова были демонтированы рекламные щиты, которые портили облик исторического центра, а в июне 2021 года возле «Детского мира» снесли незаконные ларьки.
Благоустройство площади Кирова стартовало весной 2020 года. В ходе реконструкции полностью заменено плиточное покрытие — более 23 тыс. кв. метров, смонтировано энергоэффективное освещение, установлены новые лавки, качели, малые архитектурные формы. Также проведено озеленение скверов: высажено более 100 новых деревьев и 150 кустарников, обустроен розарий и цветники, сделан автополив газонов. В 2021 году реконструирован фонтан «Одуванчик».
От цирка имени братьев Никитиных, расположенного на площади, до Мирного переулка появилась зона для воркаута, выгула собак, а также спортивное и игровое оборудование для различных групп населения.
В рамках благоустройства площади Кирова были также проведены работы по сносу торговых ларьков у Крытого рынка, а также на ул. Вавилова между Мирным переулком и ул. Рахова. На месте снесенных ларьков в Мирном переулке появились цветы.
В июне 2019 года началось строительство набережной и нового пляжа в Саратове, которое завершилось 4 июля 2021 года. Выполнены работы по устройству песчаного откоса, установлены лестницы, тротуары, пандусы, молы, освещение, ограждения. Имеющиеся здания перепрофилировали под нужды отдыхающих, были созданы тематические зоны отдыха: подготовлены основания под спортивные и детские зоны, велопарковки, кафе, кинотеатр под открытым небом. Улицы Шелковичная и 2-я Садовая продлены до набережной, территория асфальтирована и благоустроена.
В декабре 2021 года, после реконструкции старой набережной, завершилось строительство пешеходного кольца.

## Галерея

Фонтан «Каскад», ул. Октябрьская
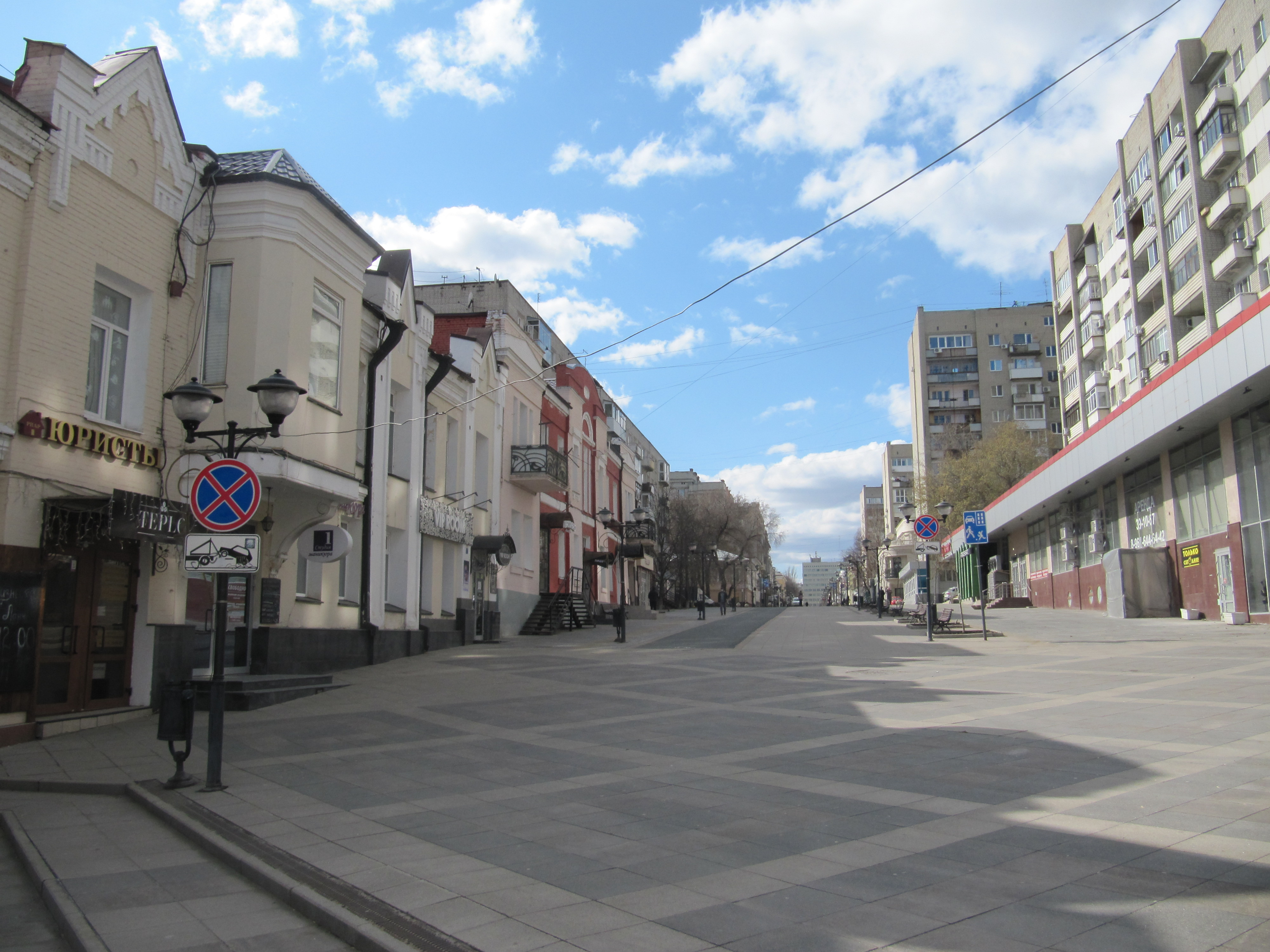
Волжская улица (начало)
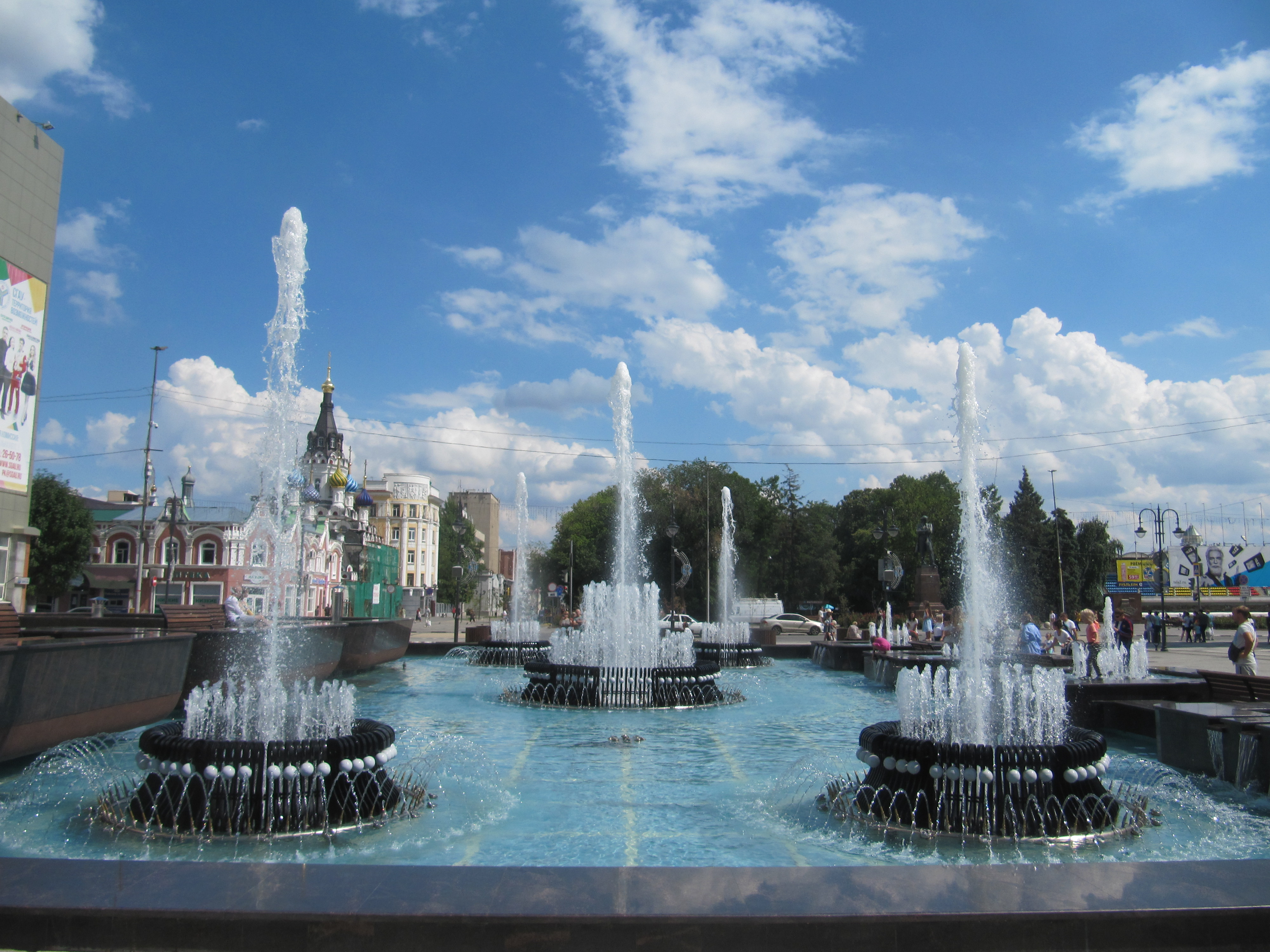
Фонтан «Мелодия»
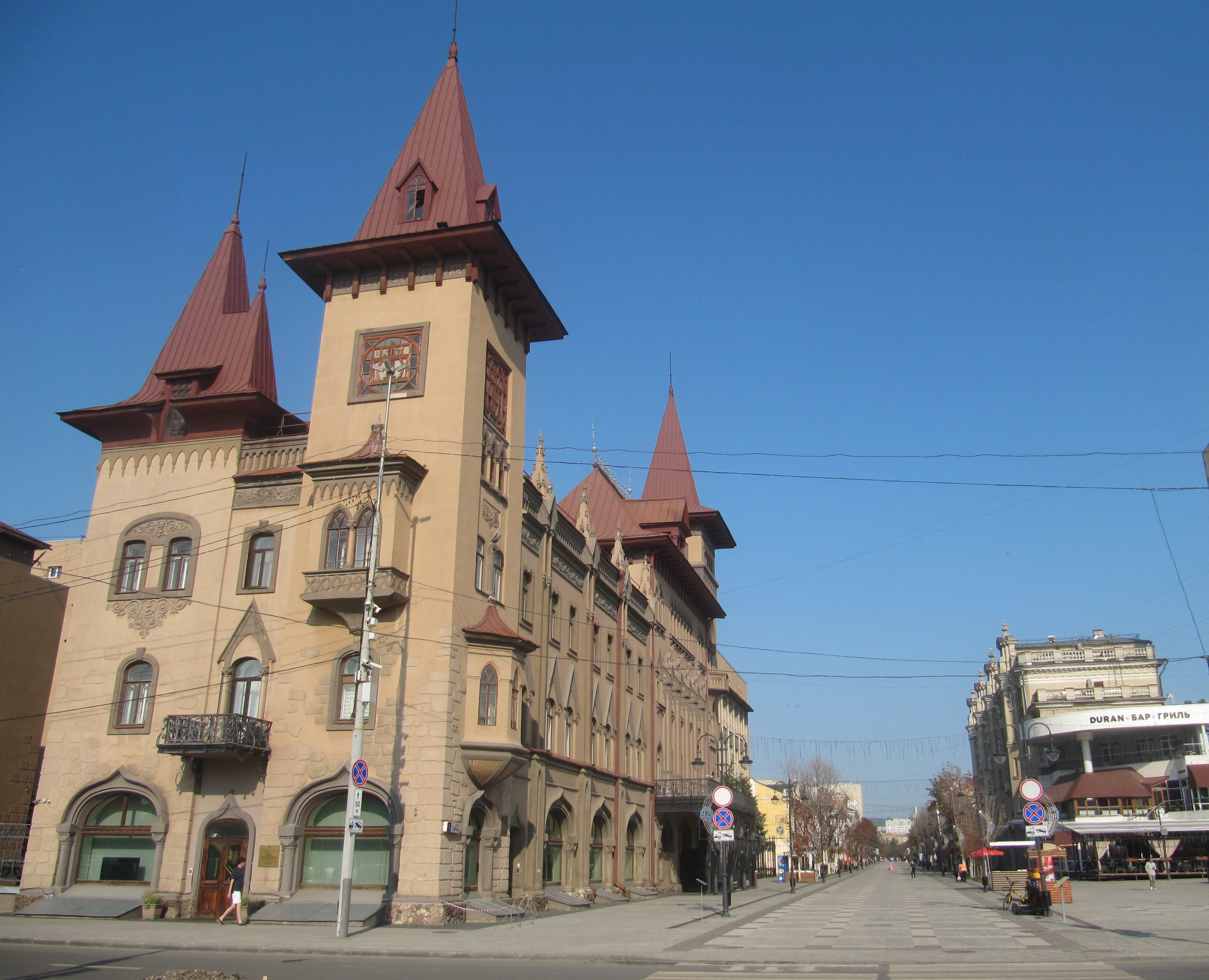
Проспект Кирова (начало)
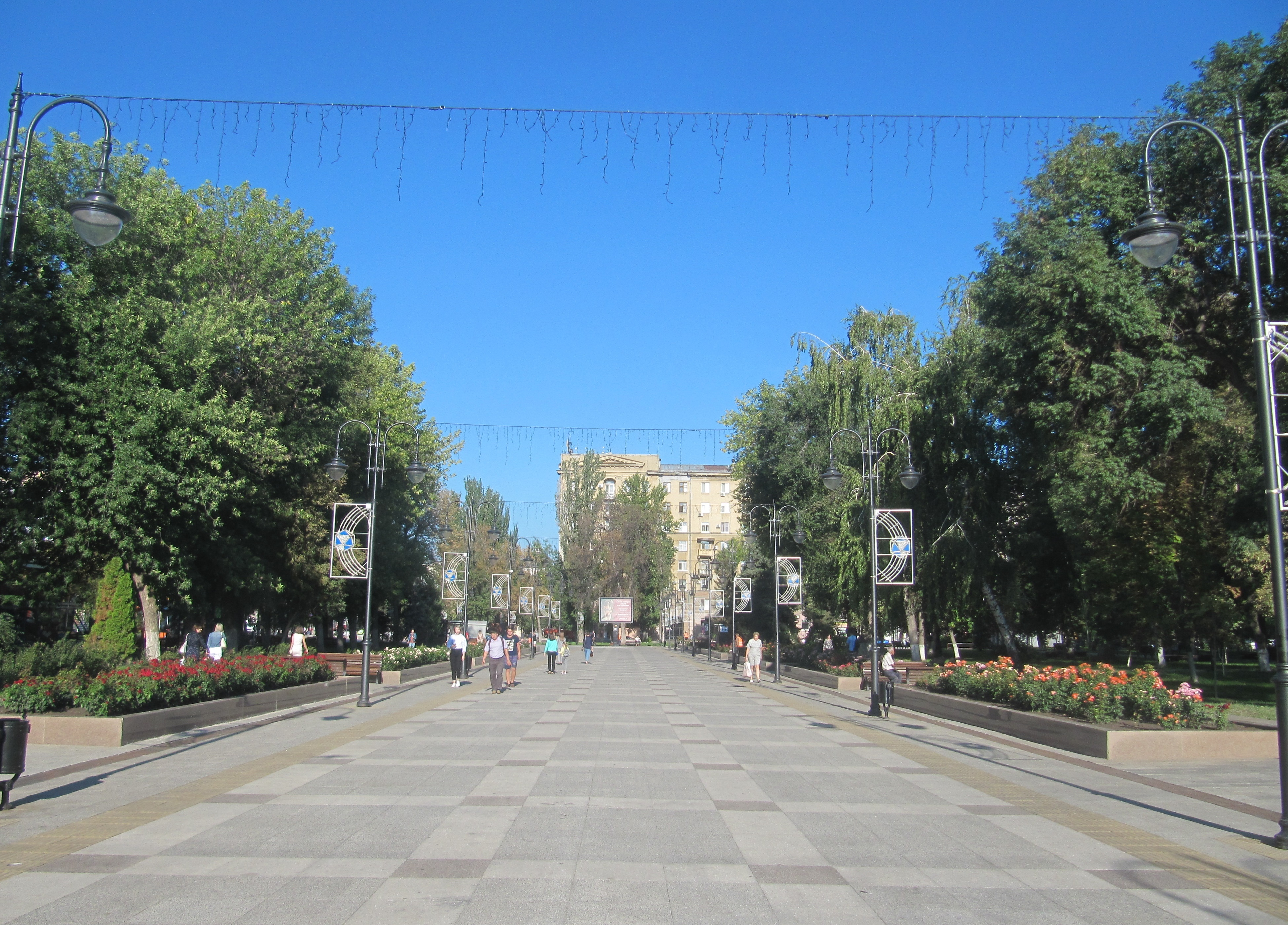
Площадь Кирова: Аллея роз
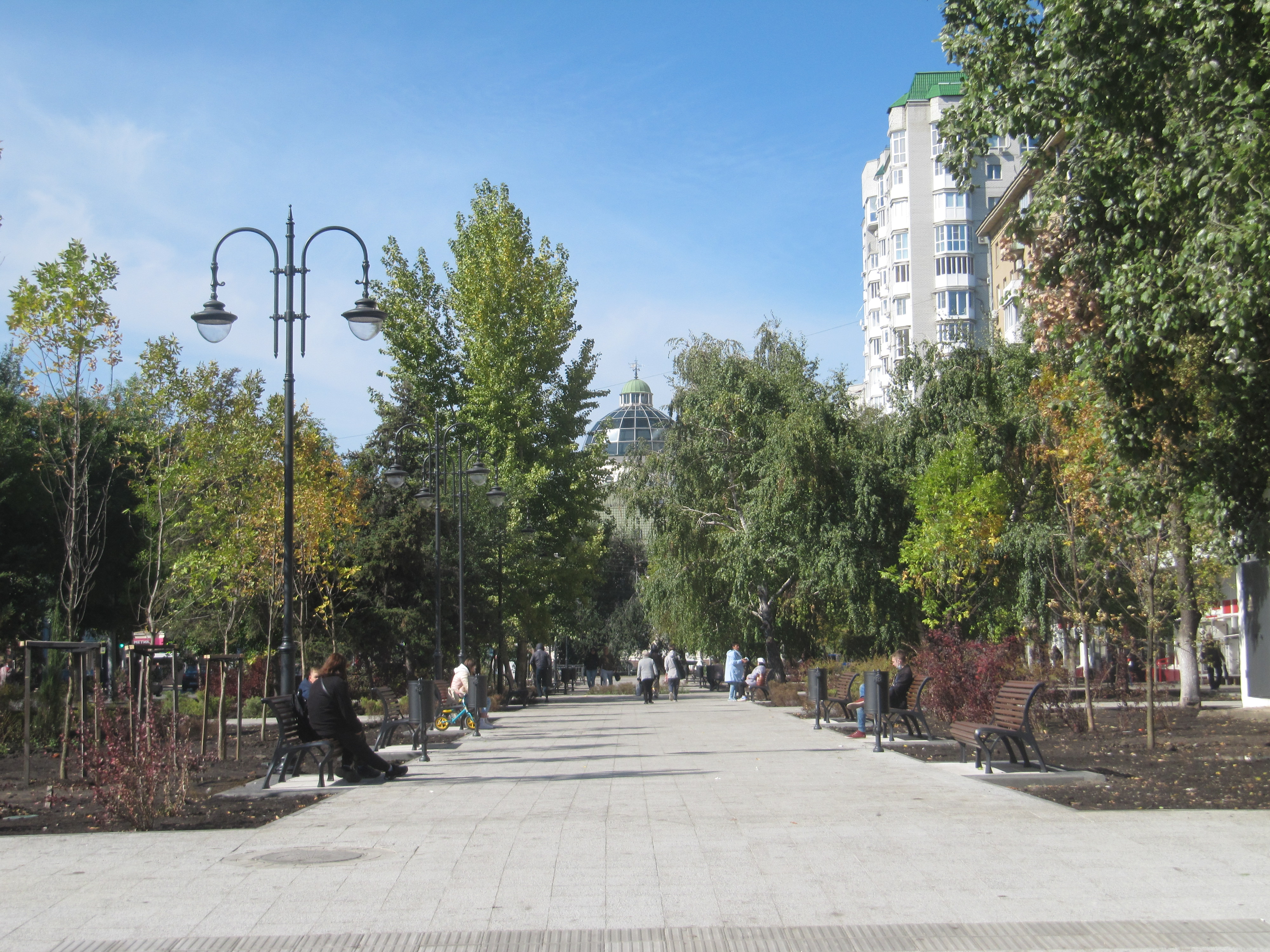
Сквер на улице Вавилова
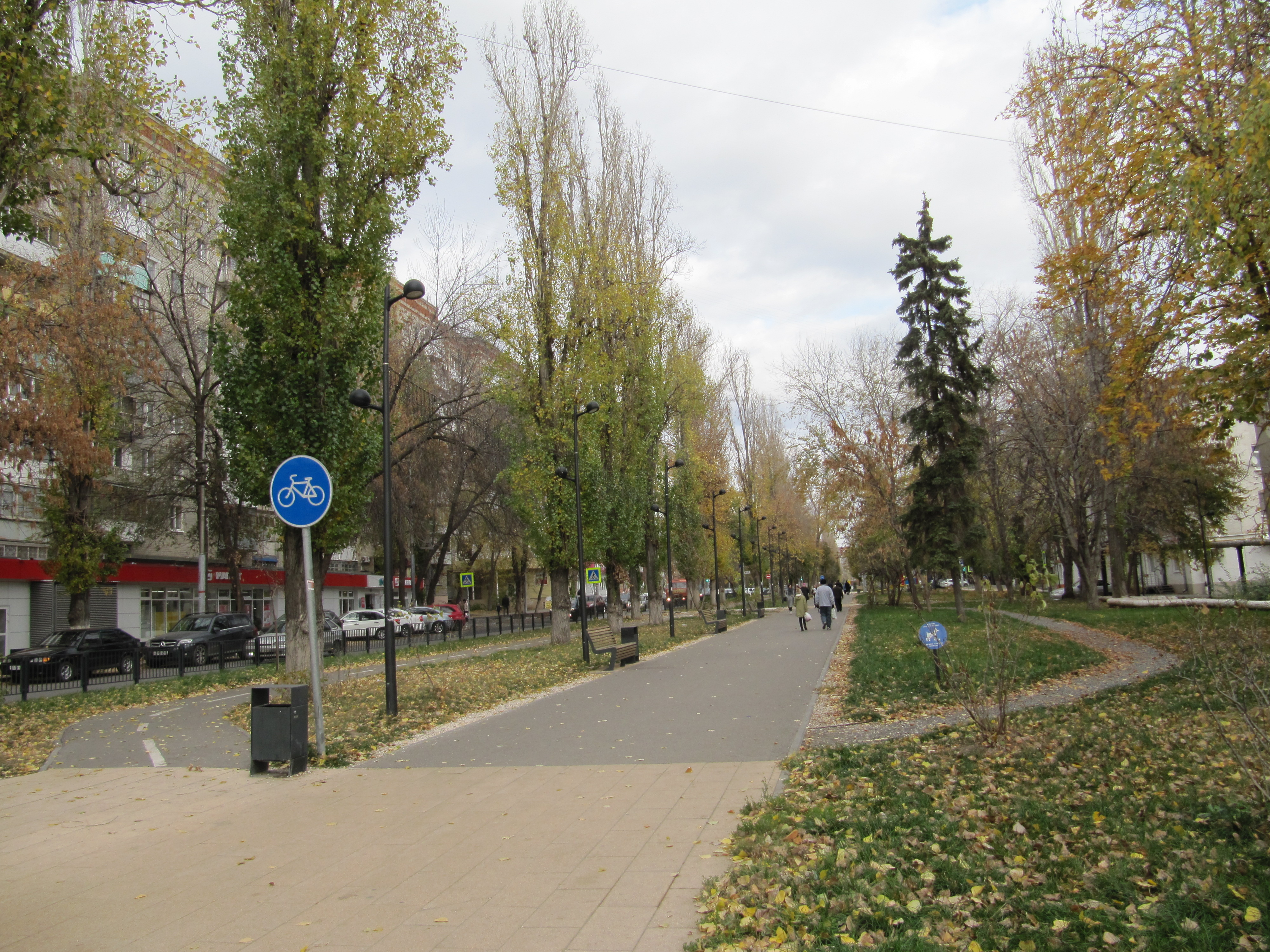
Аллея по улице Рахова
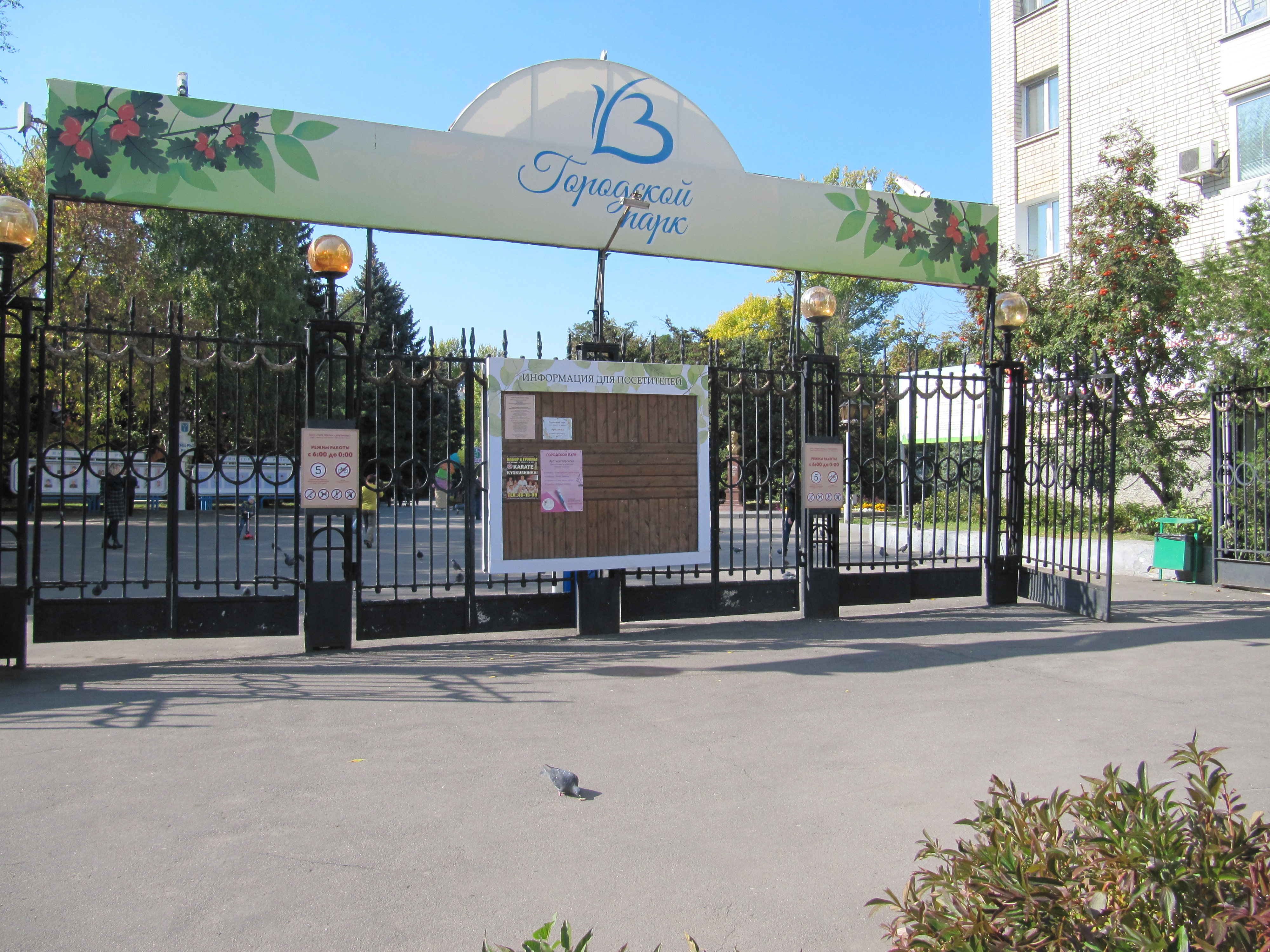
Ворота Горпарка ул. 2ая Садовая
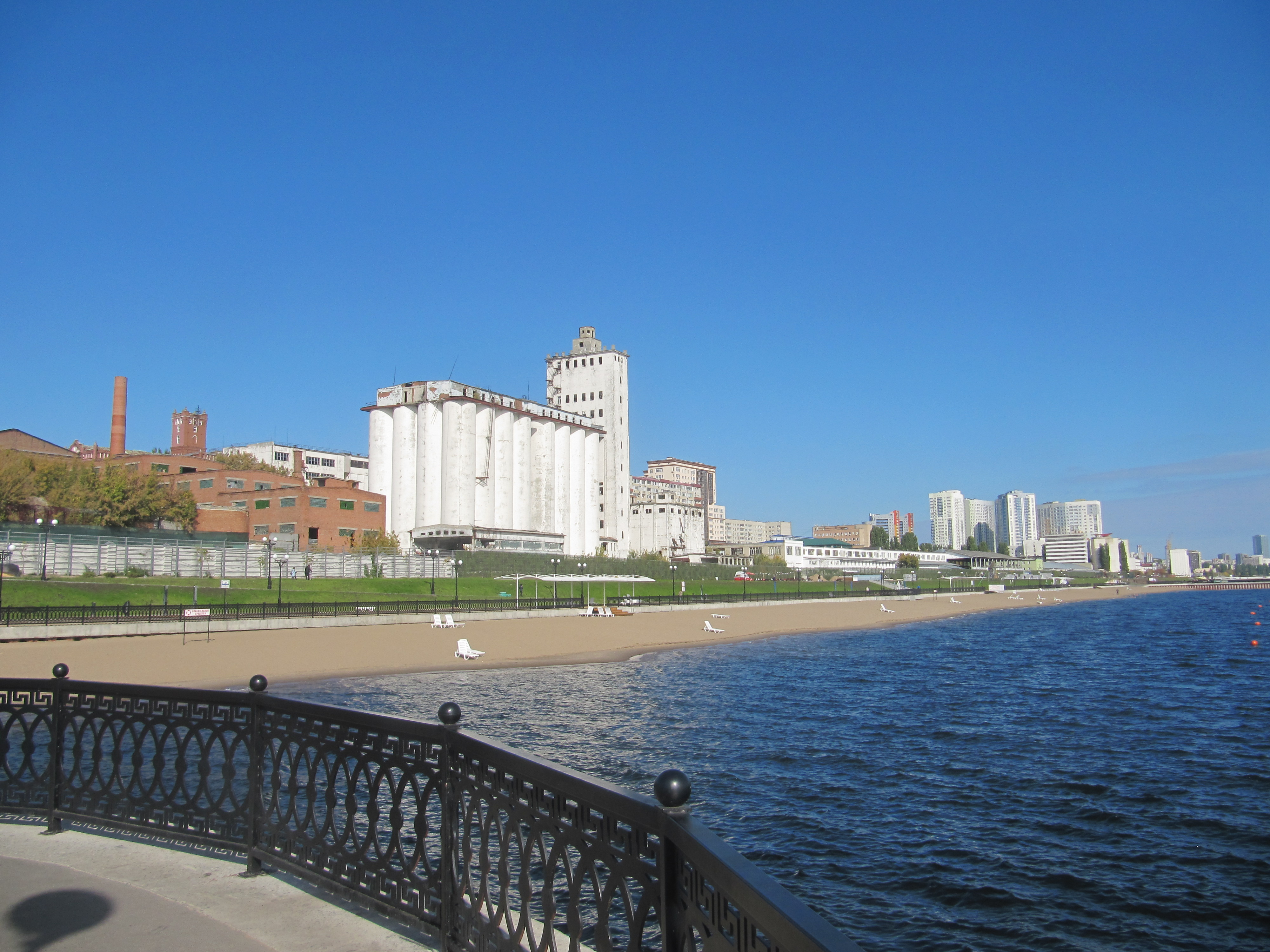
новый пляж, вид с мола на восток
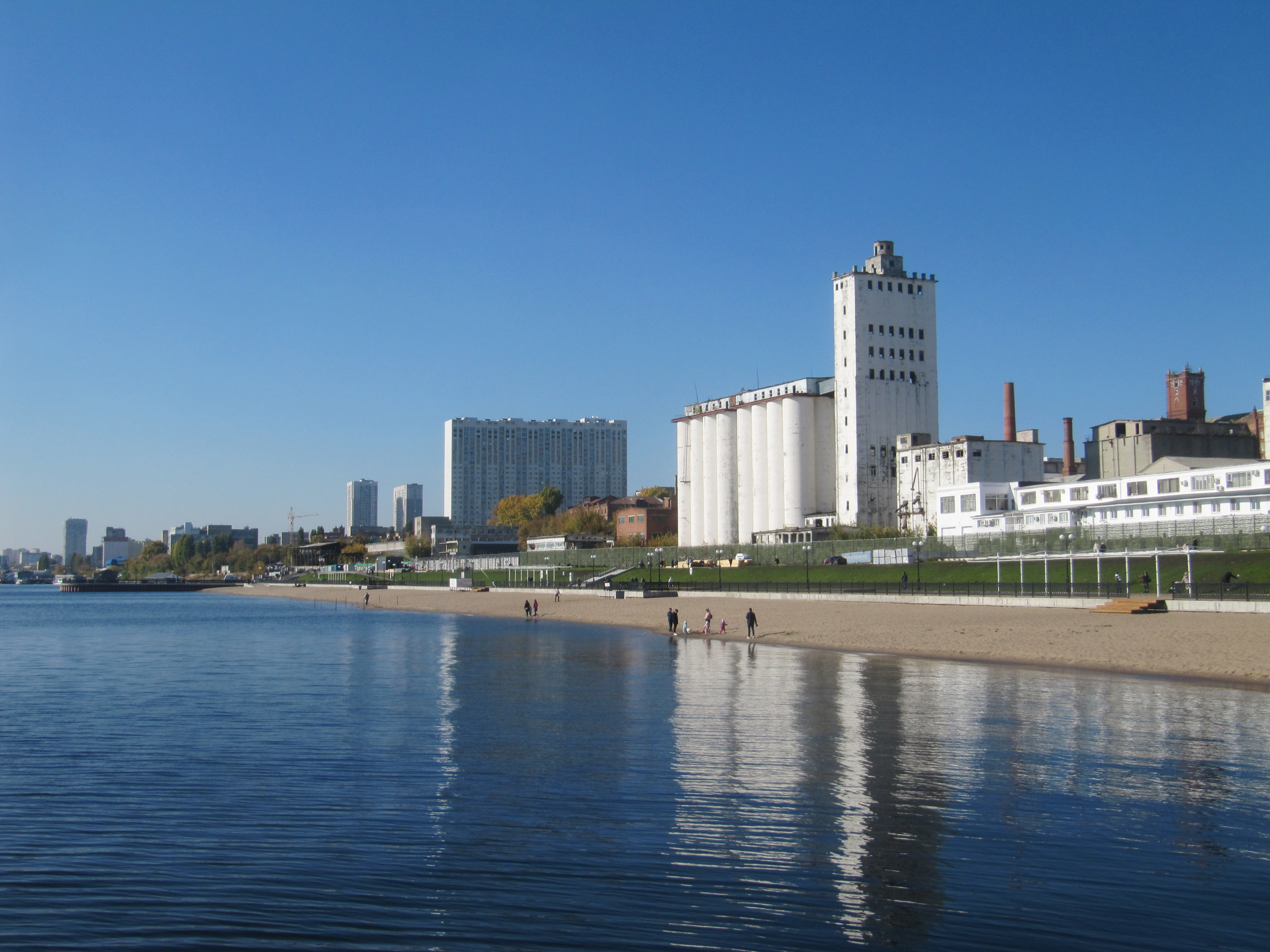
новый пляж, вид с мола на запад
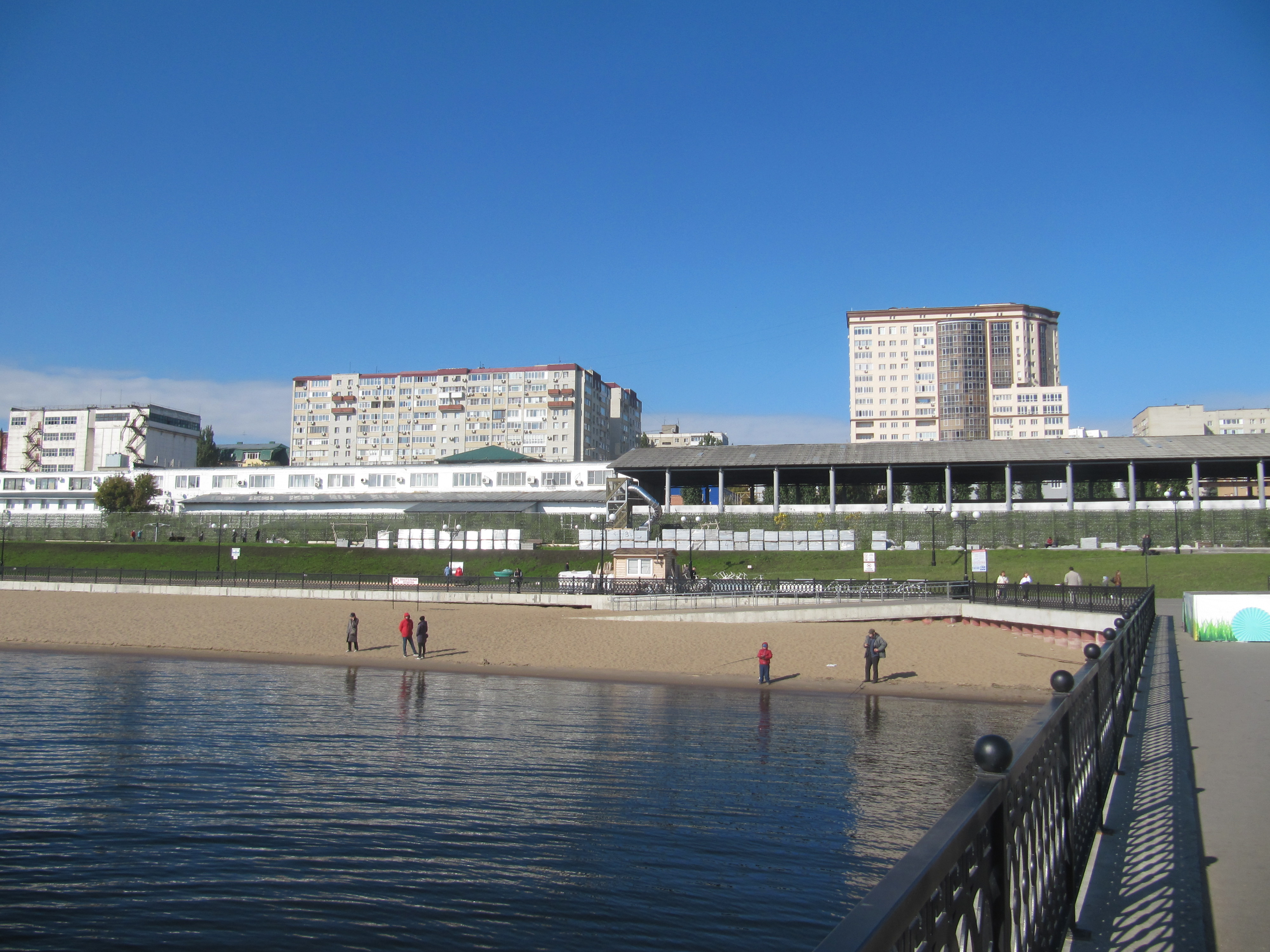
вид с мола на новый пляж
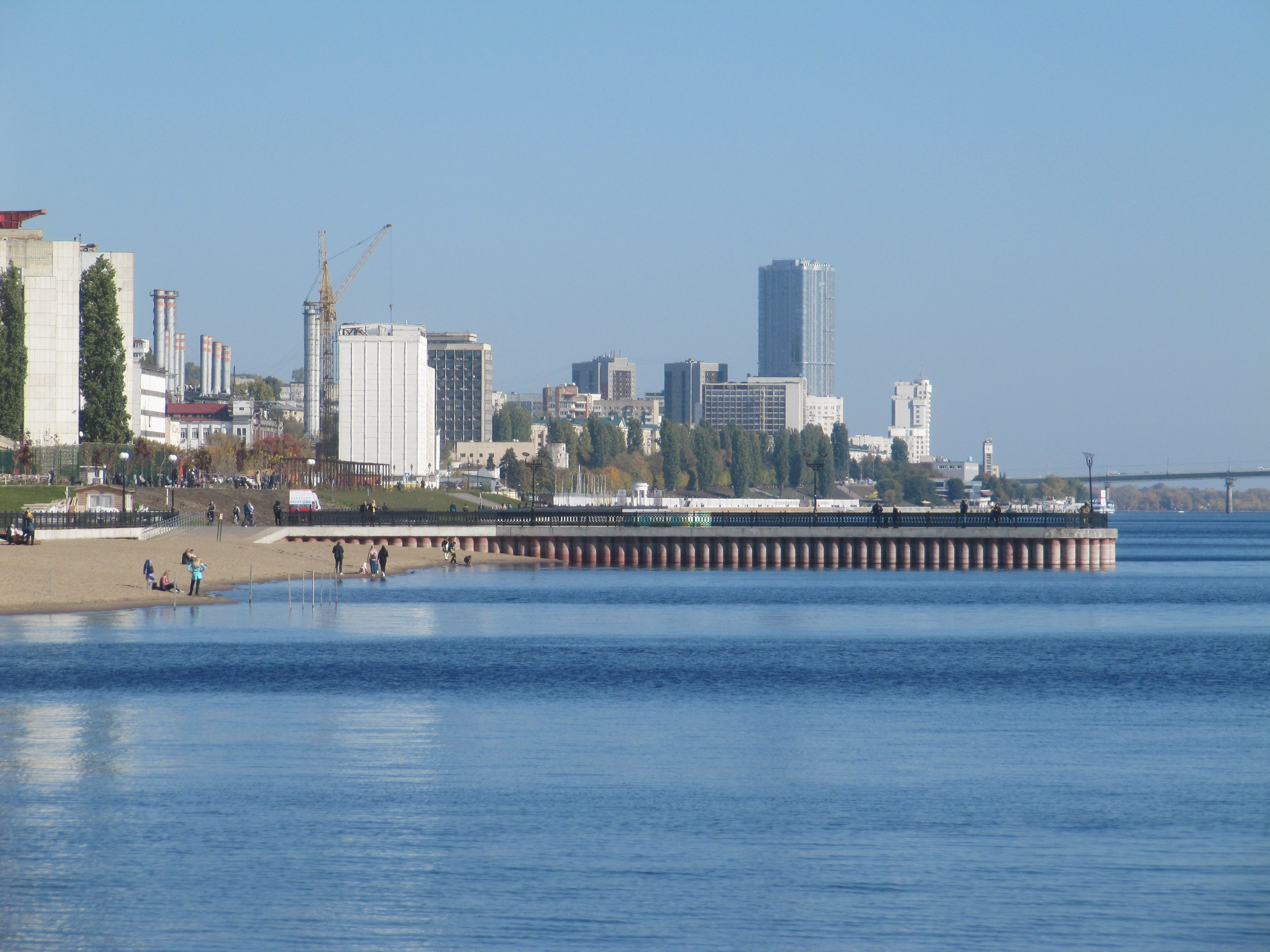
Саратов, набережная и мол сбоку